# Râul Sibișel, Râul Mare
Râul Sibișel sau Râul Nucșoru sau Râul Nucșoara este un curs de apă, afluent al Râului Mare. Se formează la confluența brațelor Stânișoara și Pietrele

## Hărți
- Harta Munților Retezat  Arhivat în 10 iulie 2012, la Wayback Machine.
- Harta județului Hunedoara